# 까방군
까방군은 얄라주의 행정 구역이다. 이 지역의 총 인구 수는 2014년 기준으로 23226명이다. 인구 밀도는 39.3km2이다.

## 행정 구역
| 번호 | 지명   | 태국어 지명 | 빌리지 | 인구   |
| ---- | ------ | ----------- | ------ | ------ |
| 01.  | Kabang | กาบัง        | 08     | 13,626 |
| 02.  | Bala   | บาละ        | 11     | 09,600 |

1. ↑  “Population statistics 2014” (태국어). Department of Provincial Administration. 2015년 6월 13일에 확인함.